# 1985年5月4日月食
1985年5月4日月食为一次在协调世界时1985年5月4日出現的月全食。該次月食半影食分為2.212、全影食分為1.243。偏食維持了100分，全食維持34分。

## 概述
這次月食的食分是14.80，偏食維持了100分，全食維持34分。

## 基本參數
- 類型：月全食
- 食甚資料：
  - 日期：1985年5月4日
  - 時間：19:56
  - 月球位置：赤經14.80度、赤緯-15.8度
  - 食分：半影食分：2.212、全影食分：1.243
  - 持續時間：偏食100分、全食34分

## 外部連結
- NASA月食專頁（页面存档备份，存于）（英文）